# Isselburg
Isselburg (plattdeutsch Isselbuorg) ist eine Stadt im westlichen Münsterland im Nordwesten des Bundeslandes Nordrhein-Westfalen. Sie gehört zum Kreis Borken im Regierungsbezirk Münster.

## Geographie

### Stadtgliederung

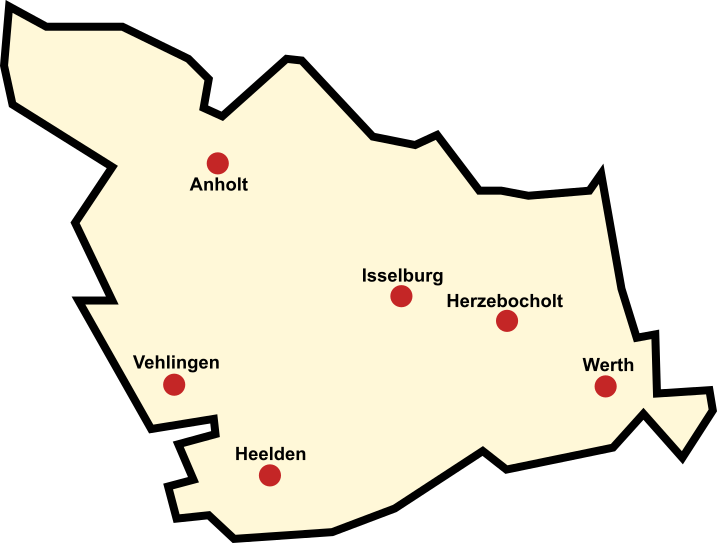
Ortsteile von Isselburg

Die Stadt Isselburg gliedert sich in die Ortsteile Isselburg, Anholt, Heelden, Herzebocholt, Vehlingen und Werth. Der Fluss Issel durchfließt das Stadtgebiet von Südosten nach Nordwesten und ist Namensgeber der Stadt. 
Isselburg ist die westlichste Gemeinde Westfalens. Zwischen der östlichsten Kommune Westfalens Höxter-Corvey und Isselburg-Anholt liegen etwa 205 Kilometer Luftlinienabstand.

### Nachbargemeinden bzw. -städte
Die Stadt Isselburg grenzt im Norden an den Ort Dinxperlo (Gemeinde Aalten NL), im Osten an die Stadt Bocholt, im Süden an die Städte Hamminkeln und Rees sowie im Westen an die Gemeinde Oude IJsselstreek (NL).

## Geschichte

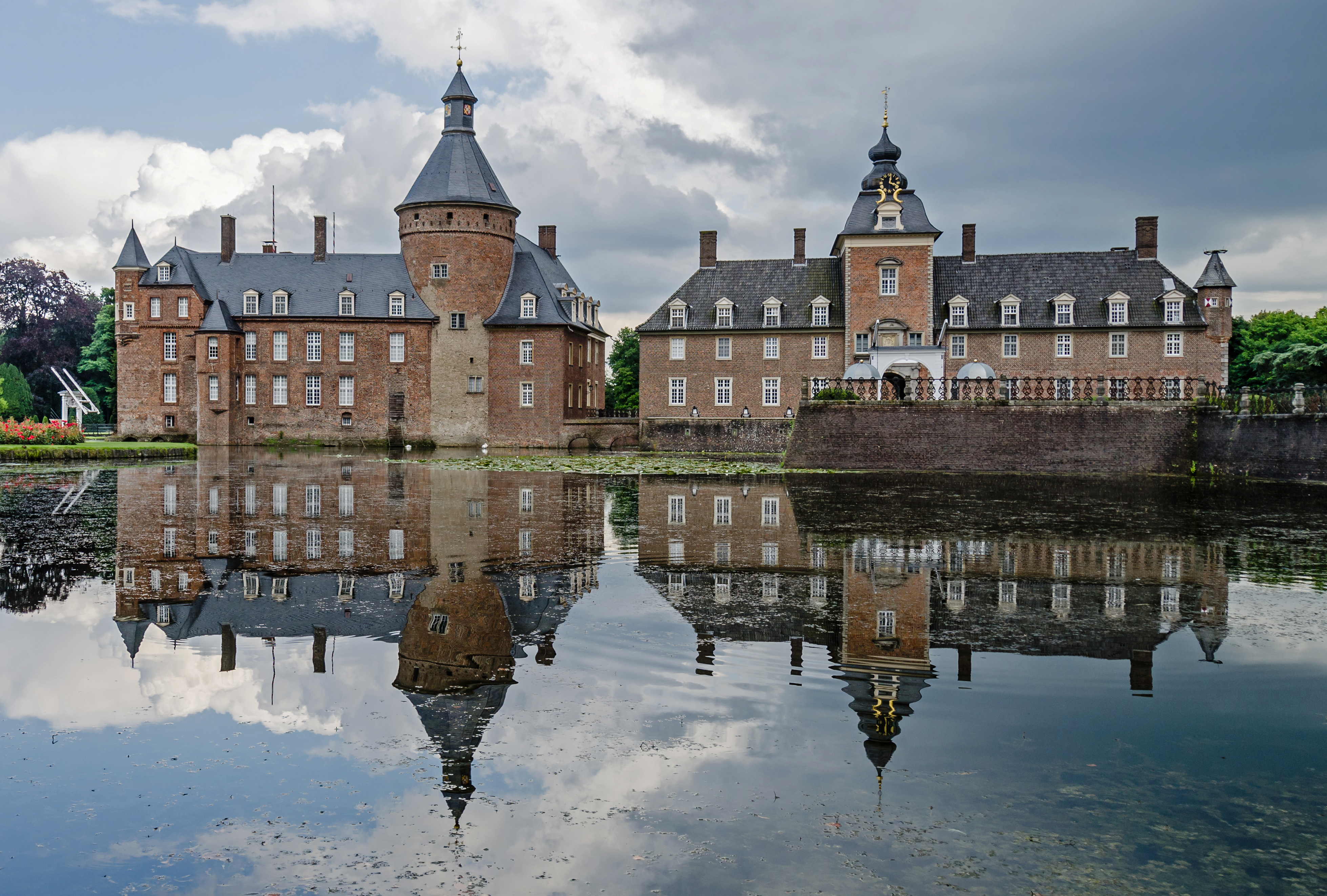
Wasserburg Anholt

1169 wurde bereits ein Herr von Anholt im Lehnsbuch des Bischofs von Utrecht genannt. Erster nachweislicher Herr von Anholt war Stephan I. von Sulen 1234 bis 1249. Anholt entwickelte sich zu einer reichsunmittelbaren Herrschaft mit landeshoheitlichen Rechten. Am 25. Mai 1347 verlieh Stephan IV. von Sulen (1313 bis 1347) der Ansiedlung um die Burg Anholt das Stadtrecht. Stadt und Burg waren eng miteinander verbunden. Die Herren von Anholt waren nachweislich: 1234 bis 1402 von Sulen, 1402 bis 1641 die Grafen von Bronckhorst-Batenburg, seit 1641 die Fürsten zu Salm (1743 zu Salm-Salm).
Anholt wurde zur Festung ausgebaut. Drei Stadttore, die Stadtmauer, der Außengraben, der Wall sowie der innere Stadtgraben sicherten in unruhigen Zeiten die Stadt. Vom einstigen Eindruck einer kleinen Schloss- und Residenzstadt ist durch die letzten Kriegstage 1945 nicht viel geblieben. Einige Zeugnisse der Vergangenheit Anholts sind noch zu besichtigen, unter anderem das historische Rathaus von 1567, Wall und Graben (15. Jahrhundert), Eiskeller, Teil der ehemaligen Stadtbefestigung, adelige Häuser und die Wasserburg Anholt, noch heute im Privatbesitz der Fürsten zu Salm-Salm.
Isselburg wurde erstmals um 1300 als „Yselberge“ erwähnt. Eine Burg dürfte bereits 1354 vorhanden gewesen sein. Sie wurde um das Jahr 1410 vom Graf von Kleve ausgebaut und dann „Neyenborg“ genannt. Herzog Adolf II. von Kleve verlieh der auf dem heutigen Stadtgebiet gegründeten Siedlung im Jahre 1441 das Stadtrecht. 1570 nahm die Stadt die Lehre Luthers an, bis auf eine einzige Familie. Mit dem Herzogtum Kleve kam Isselburg 1609 an Brandenburg. In den Jahren 1624, 1669 und 1697 fiel die Stadt Bränden zum Opfer. 1681 erfolgte mit dem Tod des letzten Amtsdrosten die Aufhebung des brandenburgischen Amtes Isselburg. Die Burg verlor damit ihre Funktion und wurde zur Ruine.  Um 1725 sind die letzten obertägigen Reste der Burg beseitigt worden. Die im 17. Jahrhundert entstandene reformierte Gemeinde baute 1689 ihre Kirchen, die Katholiken 1785. Die zur Verhüttung der Raseneisenerzvorkommen in der Isselniederung 1794 gegründete Eisenhütte Minerva (seit 1874 Isselburger Hütte) brachte eine gute wirtschaftliche Entwicklung und Bevölkerungszuwachs (1830: 660, 1867: 1140, 1900: 2235 Einwohner). Das Werk, heute nur noch Eisengießerei, blieb bis in die Gegenwart wichtiger Wirtschaftsfaktor. Reste der alten Stadtmauer und der einzige erhaltene Wehrturm an der katholischen Kirche zeugen von der Größe der Burg, die die Herren von Kleve als östlichsten Vorposten ihres Einflussbereiches errichteten. Der Turm, in dem eine Wachstube aus dem 15. Jahrhundert fast original erhalten ist, ist seit Kurzem wieder für Besichtigungen geöffnet.
Seit der Schulneuordnung 1968 bestand ein Schulverband zwischen Anholt, Isselburg und Werth.

## Gebietsreform
Die frühere Stadt Isselburg gehörte zum Kreis Rees (Sitz in Wesel) und wurde am 1. Januar 1975 im Zuge des zweiten Neugliederungsprogramms in Nordrhein-Westfalen mit den Gemeinden bzw. Städten Anholt, Heelden, Herzebocholt, Vehlingen, Werth und einem Teilgebiet der Gemeinde Wertherbruch (jetzt: Stadt Hamminkeln) zusammengeschlossen und dem Kreis Borken zugeordnet.

## Politik

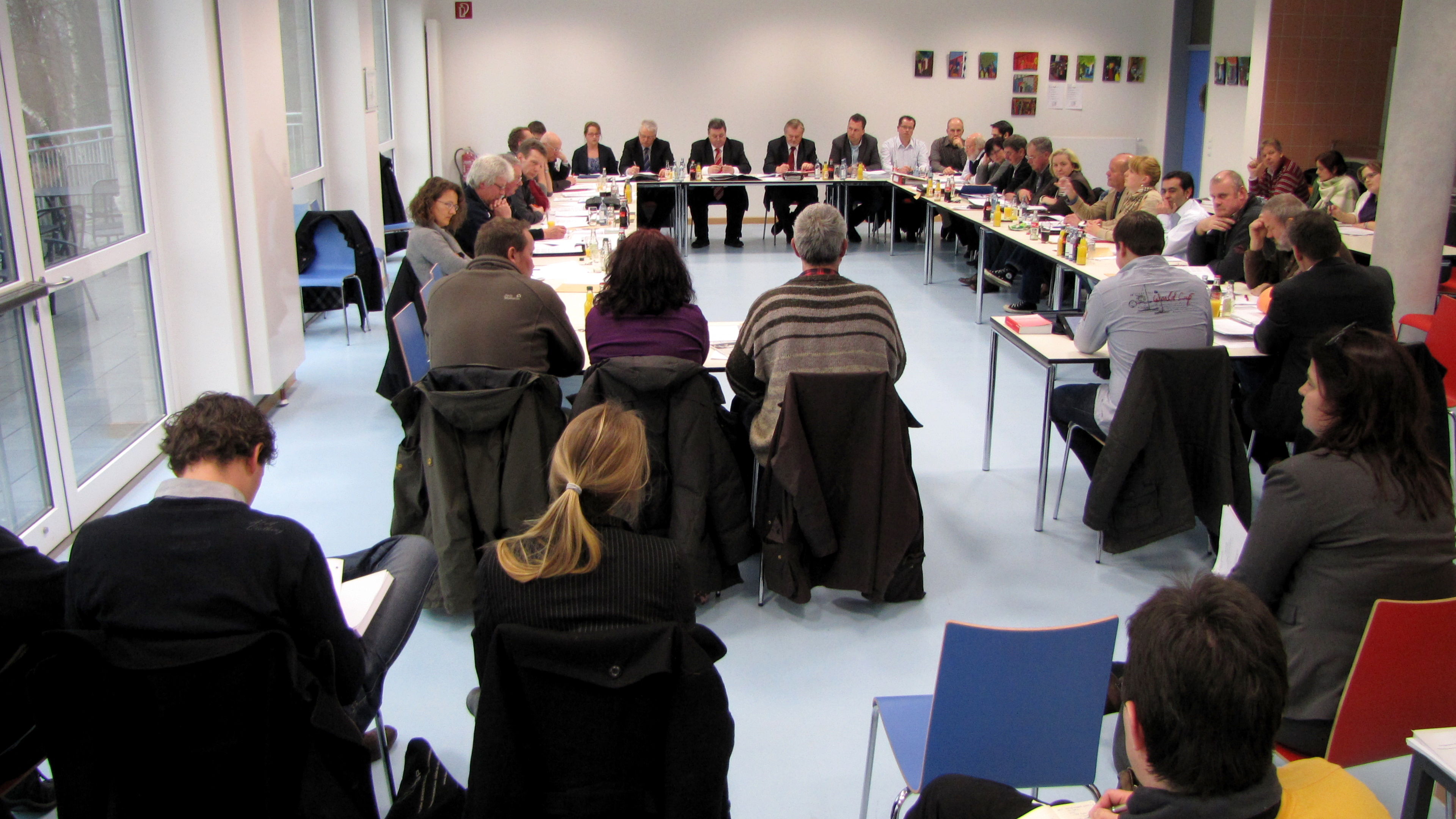
Stadtratssitzung in der Mensa der Verbundschule

### Stadtrat
Der Stadtrat in Isselburg setzt sich aus 26 Ratsmitgliedern und dem Bürgermeister Michael Carbanje (parteilos) zusammen.
| Ergebnisse der Kommunalwahlen seit 1979 | Ergebnisse der Kommunalwahlen seit 1979 | Ergebnisse der Kommunalwahlen seit 1979 | Ergebnisse der Kommunalwahlen seit 1979 | Ergebnisse der Kommunalwahlen seit 1979 | Ergebnisse der Kommunalwahlen seit 1979 | Ergebnisse der Kommunalwahlen seit 1979 | Ergebnisse der Kommunalwahlen seit 1979 | Ergebnisse der Kommunalwahlen seit 1979 | Ergebnisse der Kommunalwahlen seit 1979 | Ergebnisse der Kommunalwahlen seit 1979 | Ergebnisse der Kommunalwahlen seit 1979 | Ergebnisse der Kommunalwahlen seit 1979 | Ergebnisse der Kommunalwahlen seit 1979 | Ergebnisse der Kommunalwahlen seit 1979 | Ergebnisse der Kommunalwahlen seit 1979 | Ergebnisse der Kommunalwahlen seit 1979 |
| [ 5 ] [ 6 ]                             | 2020                                    | 2020                                    | 2014                                    | 2014                                    | 2009                                    | 2009                                    | 2004                                    | 2004                                    | 1999                                    | 1999                                    | 1994                                    | 1994                                    | 1989                                    | 1989                                    | 1984                                    | 1979                                    |
| --------------------------------------- | --------------------------------------- | --------------------------------------- | --------------------------------------- | --------------------------------------- | --------------------------------------- | --------------------------------------- | --------------------------------------- | --------------------------------------- | --------------------------------------- | --------------------------------------- | --------------------------------------- | --------------------------------------- | --------------------------------------- | --------------------------------------- | --------------------------------------- | --------------------------------------- |
| Partei                                  | Sitze                                   | %                                       | Sitze                                   | %                                       | Sitze                                   | %                                       | Sitze                                   | %                                       | Sitze                                   | %                                       | Sitze                                   | %                                       | Sitze                                   | %                                       | %                                       | %                                       |
| CDU                                     | 12                                      | 46,23                                   | 11                                      | 43,04                                   | 10                                      | 37,94                                   | 12                                      | 47,54                                   | 13                                      | 48,26                                   | 12                                      | 44,14                                   | 15                                      | 42,66                                   | 49,09                                   | 53,09                                   |
| SPD                                     | 5                                       | 20,44                                   | 9                                       | 36,30                                   | 11                                      | 41,57                                   | 10                                      | 37,34                                   | 9                                       | 36,01                                   | 12                                      | 41,95                                   | 13                                      | 38,23                                   | 44,30                                   | 39,64                                   |
| FDP                                     | 5                                       | 16,98                                   | 3                                       | 10,00                                   | 2                                       | 8,41                                    | 1                                       | 4,90                                    | 1                                       | 3,99                                    | -                                       | -                                       | 1                                       | 5,08                                    | 6,61                                    | 7,26                                    |
| Grüne                                   | 4                                       | 15,51                                   | 3                                       | 10,66                                   | 3                                       | 12,08                                   | 3                                       | 10,22                                   | 2                                       | 6,16                                    | 2                                       | 7,45                                    | 2                                       | 5,89                                    | -                                       | -                                       |
| Sonstige                                | -                                       | 0,84                                    | -                                       | -                                       | -                                       | -                                       | -                                       | -                                       | 1                                       | 5,58                                    | 1                                       | 6,46                                    | 2                                       | 8,13                                    | -                                       | -                                       |
| Gesamt                                  | 26                                      | 100                                     | 26                                      | 100                                     | 26                                      | 100                                     | 26                                      | 100                                     | 26                                      | 100                                     | 27                                      | 100                                     | 33                                      | 100                                     | 100                                     | 100                                     |

### Bürgermeister
Bürgermeister war bis Oktober 2011 Adolf Radstaak (SPD), der im Amt verstorben ist. Daran anschließend amtierte bis März 2018 Rudolf Geukes (SPD). Seit März 2018 bekleidet Michael Carbanje (parteilos) dieses Amt.
| Amtszeiten hauptamtlicher Bürgermeister | Amtszeiten hauptamtlicher Bürgermeister |
| --------------------------------------- | --------------------------------------- |
| 1999–2004                               | Margret Koch (SPD)                      |
| 2004–2011                               | Adolf Radstaak (SPD)                    |
| 2012–2018                               | Rudolf Geukes (SPD)                     |
| seit 2018                               | Michael Carbanje (parteilos)            |

### Weitere Wahlen
Für die Landtagswahlen gehört Isselburg zum Wahlkreis 77 – Borken I und für die Bundestagswahl zum Wahlkreis 126 – Borken II.
Bei den Bundestagswahlen 2005, 2009 trat der aus Isselburg-Werth stammende Christoph Pries (SPD) als Direktkandidat für den Wahlkreis Borken II an, bei der Bundestagswahl 2013 war der Isselburger Kevin Schneider (FDP) Direktkandidat für diesen Wahlkreis.
| Partei    | Bundestagswahl 2017 | Landtagswahl 2017 | Europawahl 2014 | Bundestagswahl 2013 | Landtagswahl 2012 | Landtagswahl 2010 |
| --------- | ------------------- | ----------------- | --------------- | ------------------- | ----------------- | ----------------- |
| CDU       | 41,9 %              | 41,3 %            | 45,13 %         | 47,71 %             | 33,80 %           | 42,99 %           |
| SPD       | 27,6 %              | 32,6 %            | 33,60 %         | 32,16 %             | 42,27 %           | 33,01 %           |
| FDP       | 11,8 %              | 10,5 %            | 4,26 %          | 4,68 %              | 7,23 %            | 7,66 %            |
| Grüne     | 5,6 %               | 4,6 %             | 7,15 %          | 5,57 %              | 7,05 %            | 8,94 %            |
| Piraten   | s. Sonstige         | 0,9 %             | 0,83 %          | 1,55 %              | 5,41 %            | 1,17 %            |
| Die Linke | 4,6 %               | 2,7 %             | 2,36 %          | 4,55 %              | 1,46 %            | 3,89 %            |
| REP       | -                   | -                 | 0,23 %          | 0,02 %              | -                 | 0,15 %            |
| Sonstige  | 8,5 %               | 7,4 %             | 6,44 %          | 3,76 %              | 2,77 %            | 2,19 %            |

### Wappen, Flagge, Siegel
„Der Stadt Isselburg ist mit Urkunde des Regierungspräsidenten Münster vom 20. Juli 1976 das Recht zur Führung eines Wappens, einer Flagge, eines Banners und eines Dienstsiegels verliehen worden.“ (siehe § 2 der Hauptsatzung der Stadt Isselburg)
Beschreibung des Wappens
„In Rot über einer gezinnten silbernen (weißen) Mauer ein bekröntes weißes Gebäude mit Spitzdach und Laterne, das Dach beseitet von zwei silbernen (weißen) Mauerankern.“
Bedeutung
Im Wappen der neuen Stadt Isselburg wurden Haus und Mauer aus dem Isselburger Wappen von 1912, die beiden Maueranker und die Farben aus dem Wappen von Anholt entnommen. Das Wappen der Stadt Isselburg, die 1441 von den Grafen von Kleve die Stadtrechte erhielt, geht auf ein seit 1505 bekanntes Siegel – wohl der Schöffen – zurück; das Haus soll nach örtlicher Überlieferung das Gemeindehaus darstellen. Die Herren von Zuylen verliehen Anholt 1349 das Stadtrecht. Ihr Wappenbild erschien erstmals 1433 – um einen Maueranker vermindert – im Siegel der Stadt. Auch die heute zur Stadt Isselburg gehörende ehemalige Titularstadt Werth führte einen (roten) Maueranker im Wappen.

Wappen
Flagge
Banner
Wappen der ehem. Stadt Anholt
Wappen der Stadt Isselburg bis 1976
Wappen der ehem. Stadt Werth

Beschreibung der Flagge
„Von Rot zu Weiß (zu Rot) im Verhältnis 1 : 3 : 1 längsgestreift (gemeint ist quergestreift), in der Mitte der mittleren Bahn der Wappenschild der Stadt.“
Beschreibung des Banners
„Von Rot zu Weiß (zu Rot) im Verhältnis 1 : 3 : 1 längsgestreift, in der oberen Hälfte der mittleren Bahn der Wappenschild der Stadt.“
Beschreibung des Dienstsiegels
„Das Siegel zeigt den Wappenschild der Stadt und führt im Siegelrund in Großbuchstaben die Umschrift STADT ISSELBURG.“

## Kultur und Sehenswürdigkeiten

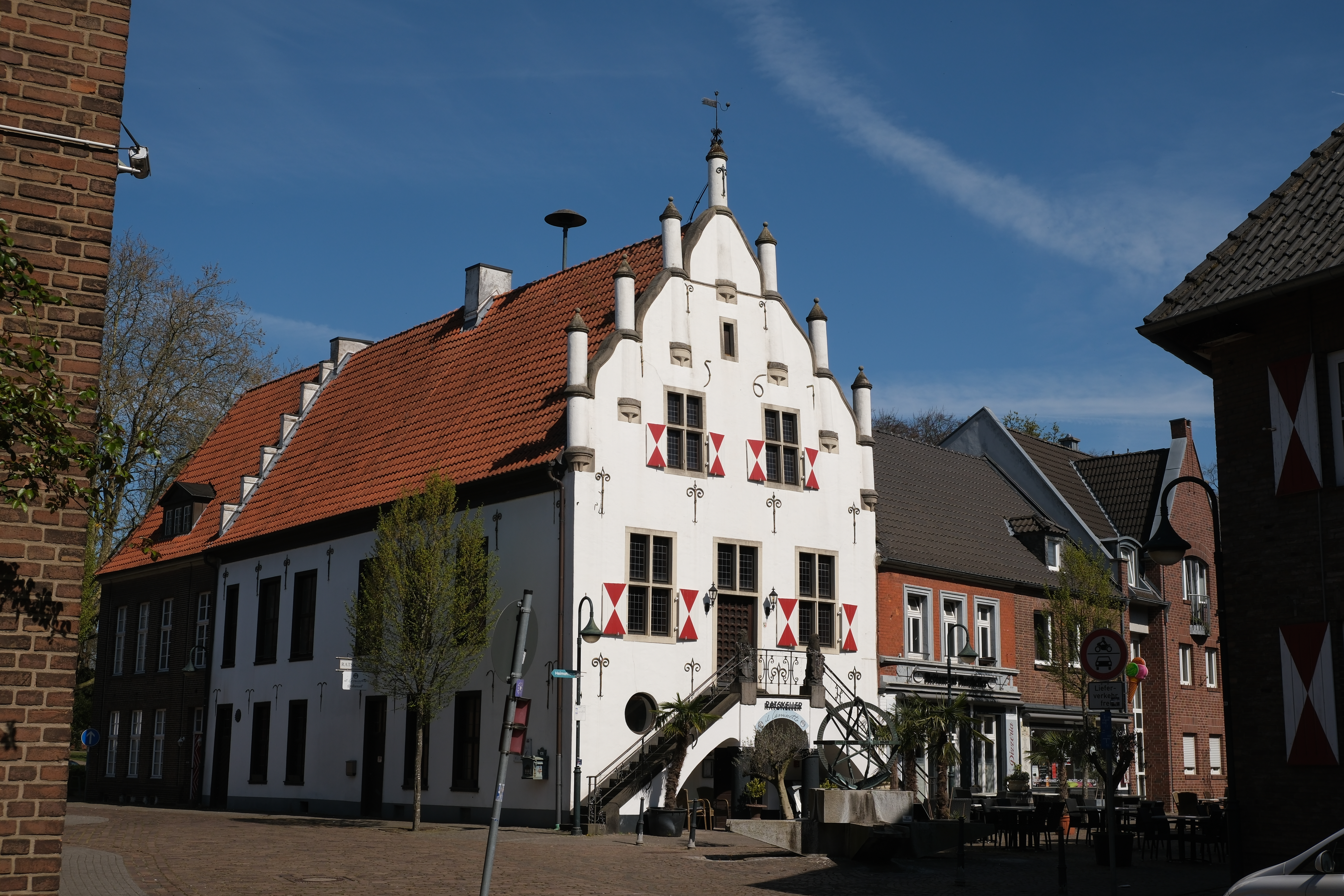
Historisches Rathaus von Anholt

Herausragendes Bauwerk der Stadt ist das Wasserschloss Burg Anholt, eine Barockresidenz, die heute neben den Wohnräumen der Fürstenfamilie zu Salm-Salm ein Museum und ein Hotel umfasst.
Zu den weiteren Sehenswürdigkeiten zählt zum einen der alte Ortskern von Isselburg mit dem historischen Wehrturm aus dem 15. Jahrhundert und dem Rathaus aus dem 16. Jahrhundert und zum anderen der Ortskern von Werth mit mittelalterlichem Rathaus und Windmühle. Ebenfalls sehenswert ist die St.-Pankratius-Kirche in Anholt mit prächtigen Wand- und Deckengemälden. Naturliebhaber besuchen außerdem gerne den Biotopwildpark Anholter Schweiz. Erwähnenswert ist auch das denkmalgeschützte Erbbegräbnis Nering-Bögel.

## Religion

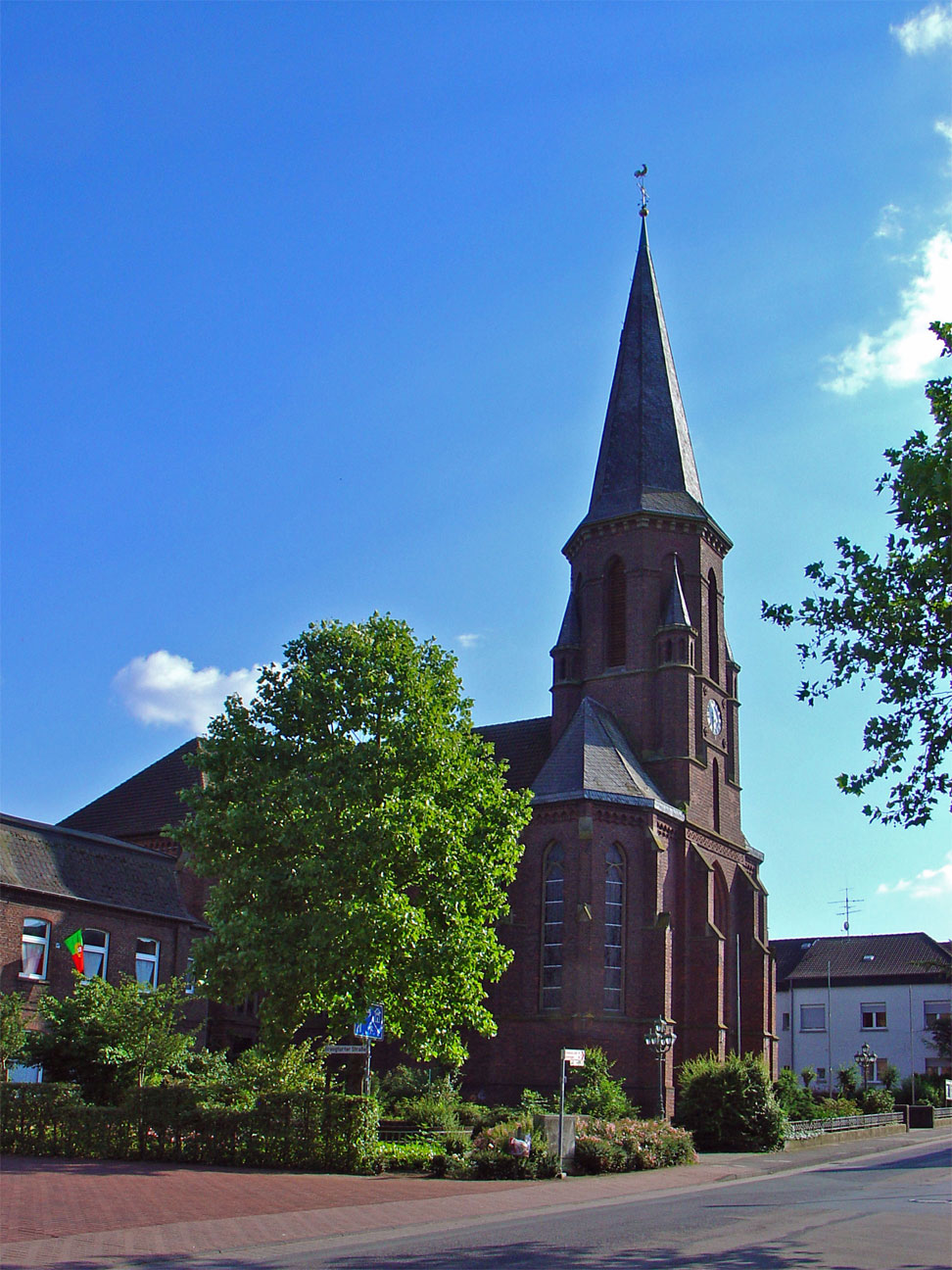
Pfarrkirche St. Bartholomäus

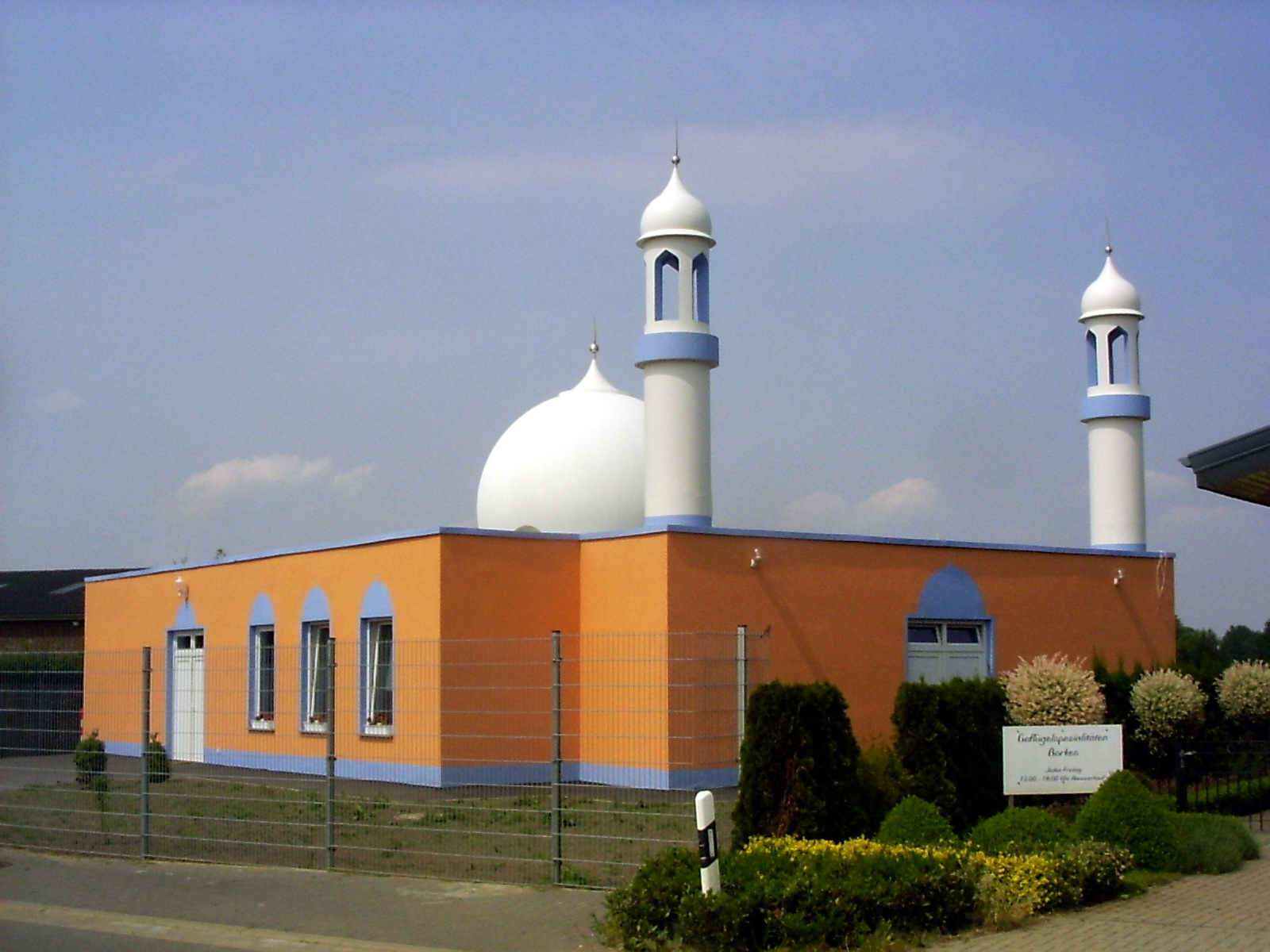
Nasir-Moschee im Stadtteil Isselburg

Evangelische Kirchengemeinde Isselburg
Das Gründungsdatum der Lutherischen Gemeinde Isselburg ist der 3. Dezember 1570. Auf Betreiben des Kaplans Gert Müller und des damaligen Bürgermeisters J. Wingtes traten fast alle Bürger der kleinen, etwa 250 Einwohner zählenden Stadt zum lutherischen Glauben über. Mit der Trennung von der Mutterpfarre Millingen wurde auch die dem Bartholomäus geweihte Kapelle zur lutherischen Kirche.
Eine sehr kleine reformierte Gemeinde entstand im Jahr 1648. Auch die Reformierten hatten später ein eigenes Schul- und Pfarrhaus.
Im Jahr 1817 regte der Preußenkönig Friedrich Wilhelm III. die Kirchenunion zwischen Reformierten und Lutheranern an. Es dauerte bis 1828, bis in Isselburg der Weg für diese Union frei wurde. Das alte lutherische Pfarrhaus wurde verkauft. Das Bethaus der reformierten Gemeinde wurde zum Pfarrhaus umgewandelt. So gab es nun nur noch ein Pfarrhaus und eine Kirche in der neu entstandenen Evangelischen Kirchengemeinde Isselburg.
Heute gehören zur Evangelischen Kirchengemeinde Isselburg, die zum Kirchenkreis Wesel und damit zur Evangelischen Kirche im Rheinland gehört, ca. 1250 Gemeindeglieder aus den Ortsteilen Isselburg, Heelden und Vehlingen.

## Sakralbauten
- Die denkmalgeschützte katholische Bartholomäuskirche.
- Die Evangelische Kirche Isselburg steht ebenfalls unter Denkmalschutz.
- 2007 wurde die Nasir-Moschee der „Ahmadiyya Muslim Jamaat“ eröffnet.

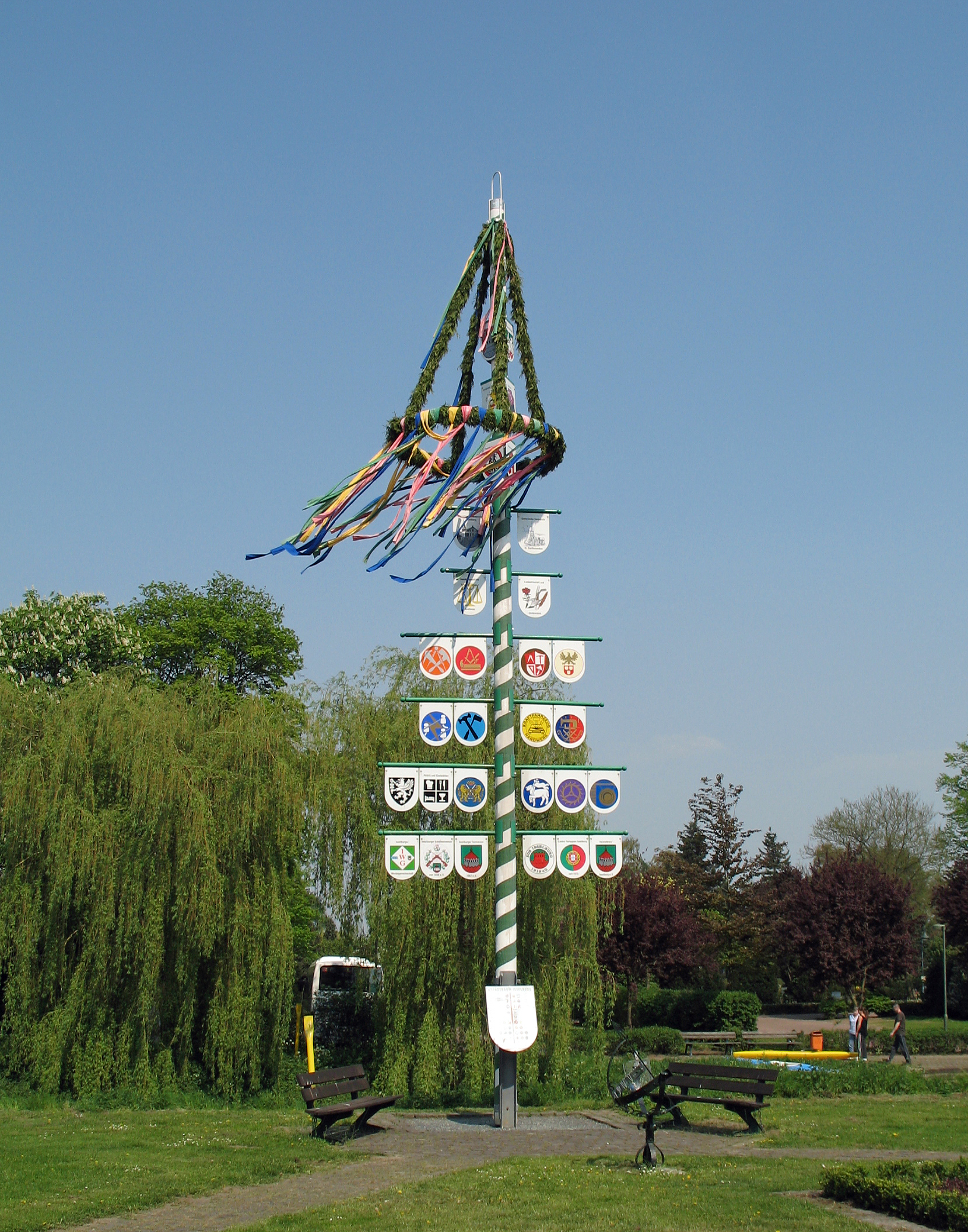
Ständebaum mit Maikranz

## Infrastruktur

### Verkehr

#### Öffentlicher Personennahverkehr
Innerhalb von Isselburg gilt wie im gesamten Kreis Borken der Tarif der Verkehrsgemeinschaft Münsterland (VGM).
Für Fahrten in Richtung Niederrhein galt bis zum 31. Dezember 2011 der Tarif der Verkehrsgemeinschaft Niederrhein (VGN). Seitdem diese mit dem Jahreswechsel 2011/2012 im Verkehrsverbund Rhein-Ruhr (VRR) aufgegangen ist, gilt neben dem tarifraumüberschreitenden NRW-Tarif auch der des VRR.
Die Buslinie 61 befährt die Strecke Bocholt – Isselburg – Rees und verbindet Isselburg mit den Bahnhöfen Empel-Rees, Millingen und Bocholt.
Die nächsten Stationen sind Empel-Rees an der zweigleisigen, elektrifizierten Hollandstrecke und der Bahnhof Bocholt an der Strecke aus Wesel. Die Bahnstrecke Empel-Rees–Münster, an der Isselburg-Anholt einen Bahnhof hatte, wurde 1984 stillgelegt.
Vom Bahnhof in Bocholt gibt es mit dem Rhein-IJssel-Express (RE 19) eine direkte Verbindung nach Düsseldorf Hbf; in Empel-Rees kann mit dem anderen Zugteil des RE19 in Gegenrichtung Arnhem Centraal erreicht werden.
Durchgeführt wird der Schienenpersonennahverkehr (SPNV) von Vias.

#### Fahrradverkehr
Isselburg ist an die Radwege der 100-Schlösser-Route und die Naturpark Hohe Mark Route angeschlossen.

#### Straßen
Im Fernstraßenbereich ist Isselburg an die Bundesautobahn 3 (E 35) und die Bundesstraße 67 angebunden.
Im Frühjahr 2016 fasste der Isselburger Stadtrat einen Beschluss, die Anschlussstelle Rees der Bundesautobahn 3 (E35) in Anschlussstelle Isselburg umbenennen zu wollen. Dieser erlangte regionale Aufmerksamkeit.

### Schulen
Zusätzlich zu Grundschulen in den Ortsteilen Anholt und Isselburg (mit Nebenstandort Werth) gibt es in Isselburg die Freie Gesamtschule Weitblick in privater Trägerschaft.

### Wirtschaft
- Isselburger Hütte
- VKF Renzel GmbH
- Novoferm
- TROX GmbH

### Gefahrenabwehr
Die Freiwillige Feuerwehr Isselburg sorgt für den abwehrenden Brandschutz und die allgemeine Hilfe. Sie gliedert sich in drei Löschzüge (Anholt, Isselburg und Werth).

## Persönlichkeiten

### Söhne und Töchter

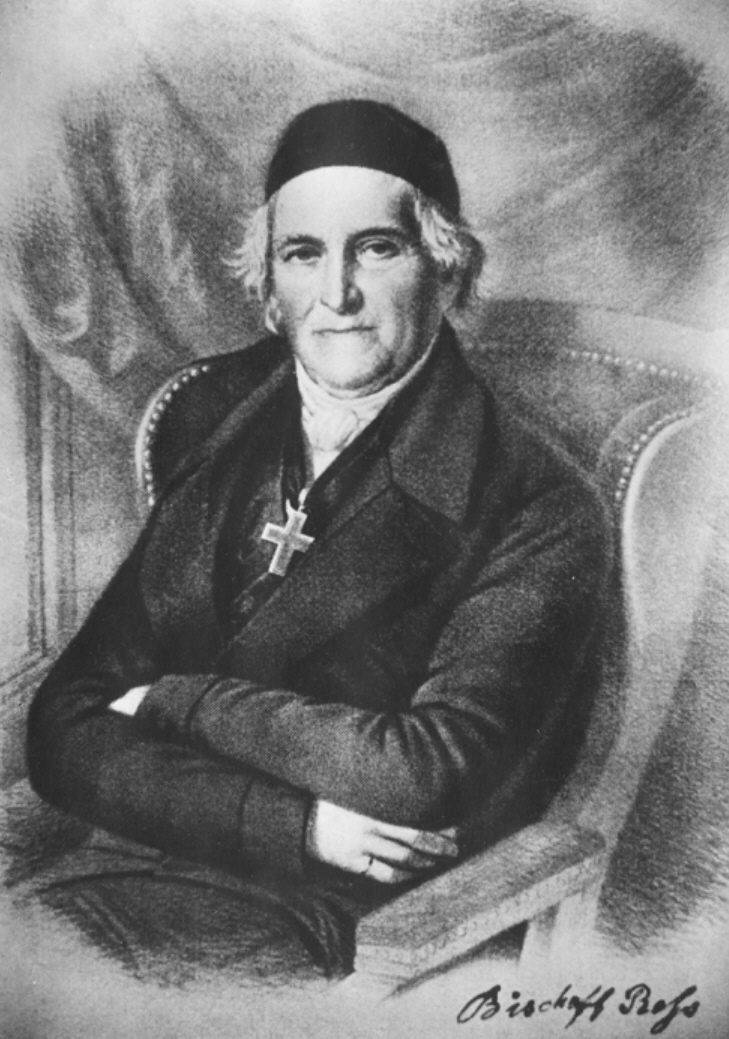
Wilhelm Ross

- Wilhelm Ross (1772–1854), evangelischer Theologe und Generalsuperintendent der evangelischen Kirche
- Hermann Wilhelm Märcker bzw. Märker, 1802–1805 Bürgermeister in Isselburg
- Theodor Märcker (1796–1876), Politiker
- Alfred Dönhoff (1820–1875), Landrat und Mitglied des Preußischen Landtages
- Metellus Hartmann (1894–1944), Steyler Missionar und Märtyrer
- Christoph Pries (* 1958), Politiker (SPD)
- Sabine Mecking (* 1967), Historikerin